# اریش رگنر
 اریش رودلف الکساندر رگنر (آلمانی: Erich Regener؛ زاده ۱۲ نوامبر ۱۸۸۱ درگذشته ۲۷ فوریه ۱۹۵۵) یک دانشمند اهل آلمان بود.